# Ifjúsági Otthon (Szabadka)

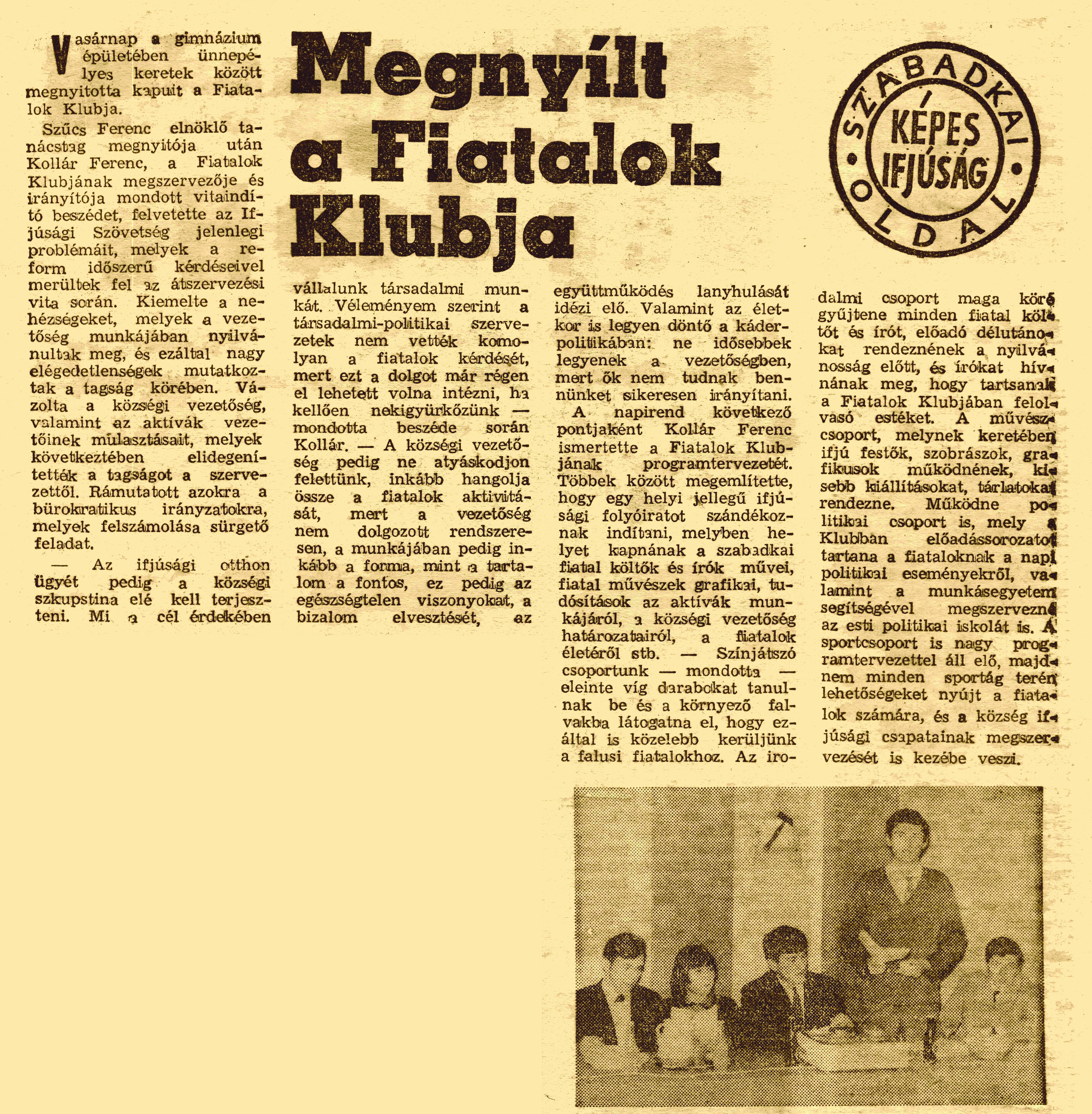
1967 - Az Ifjúsági Otthon megalapítása

A szabadkai Ifjúsági Otthon Jugoszláviában az első, fiatalok tömörítő intézmények között volt. Az Ifjúsági Otthon szervezte az ország egyetlen ifjúsági dalfesztiválját, valamint kiadója volt  a Jelen és Sada című ifjúsági lapoknak. Továbbá az  Ifjúsági Otthon szervezte a nagy sikerű országos ifjúsági filmfesztivált is.

## Előzmények
A szabadkai Ifjúsági Otthon Kollár Ferenc fiatal szabadkai újságíró 1967. november 13-án elindított kezdeményezése alapján jött létre, aki 1971-1976 között az Otthon  műsorirodájának  vezetője volt.
Az Ifjúsági Otthon elődje, a  Centar za zabavu mladih – Ifjúsági Műsoriroda néven már 1969. február 5-től az Ifjúsági Szövetség keretében elkezdhette a működést. A műsoriroda vezetője Kollár Ferenc volt.
Az Ifjúsági Otthon 1969. március 14-i  tervek szerint a Városi Könyvtár épületét kapta volna meg, Később, 1969. november 10-én határoztak arról, hogy a Városházán, a Kultúra Székházában kap helyet.

## Alapítás
Ezeket a határozatokat aknázták alá Aleksandar Jančikin és Mihajlo Jančikin, így 1971 május 4-én végső döntés született arról, hogy a Mladost, szerb ifjúsági egyesület udvarában épüljön fel az Ifjúsági Otthon.
Az Ifjúsági Otthon épületét és emblémáját Lévay Endre műépítész tervezte 1971. július 29-én.

Az Ifjúsági Otthon létrehozásához és későbbi munkájához legfőképpen Pálfi Gábor, az Ifjúsági Szövetség titkára járult hozzá.

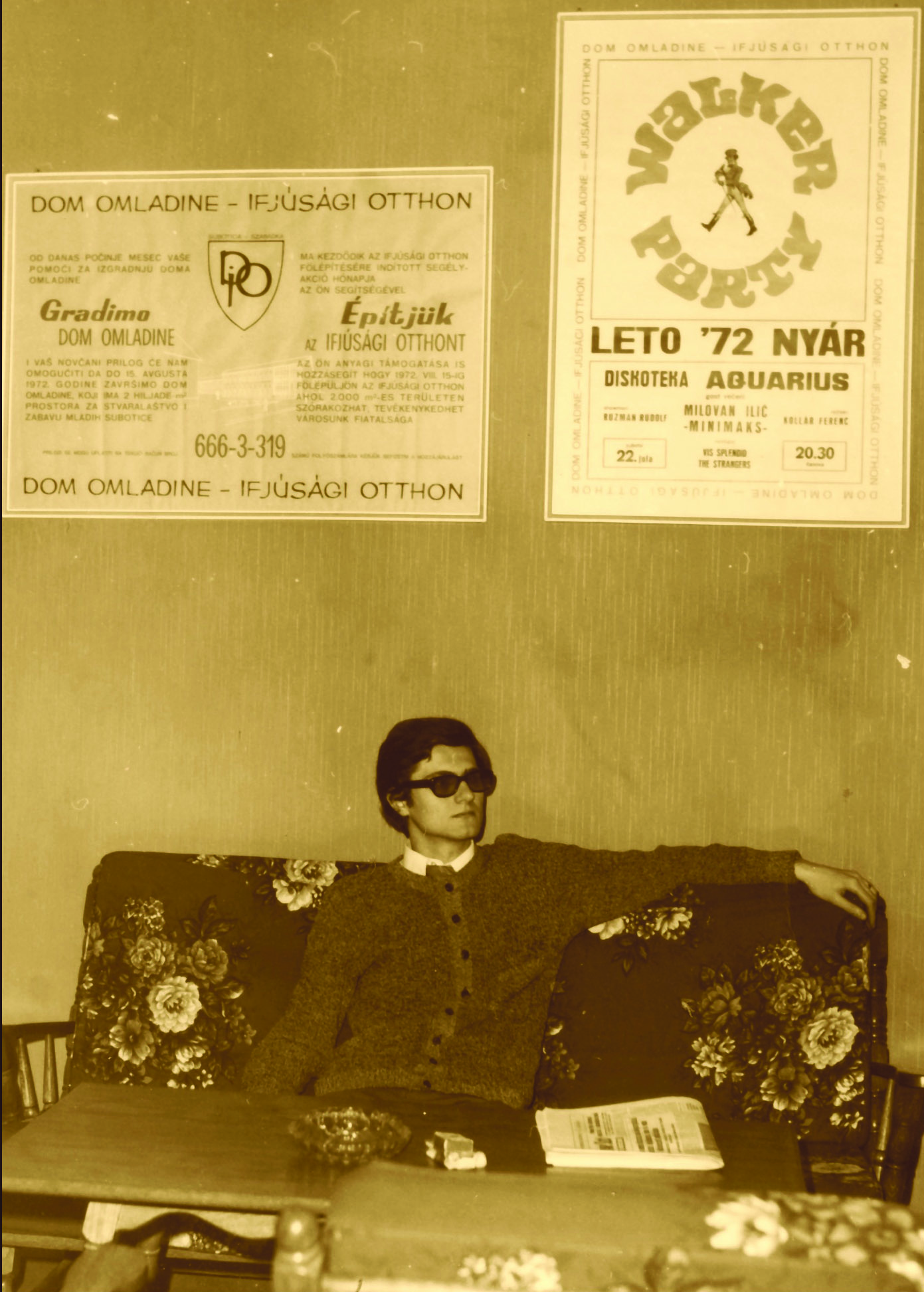
1974 - Kollár Ferenc mint műsorrendező

Az Ifjúsági Otthon három épületéből álló komplexumának átadására  1973. augusztus 2-án került sor.
Az Ifjúsági Otthon első igazgatója Blažo Perović (1972–1974) a második pedig Kerekes Sándor (1974–1976) volt. Az utánuk következő vezetők csak az Otthon felszámolásához asszisztáltak.

## Működés
1972 és 1976 között az Ifjúsági Otthon kulturális és zenei műsorainak rendezésében került sor az Omega, Locomotiv GT, Bergendi, Bijelo Dugme, Zalatnay Cini, Koncz Zsuzsa, Skorpió, Gemini, Josipa Lisac, Perpetuum Mobile, Generál, Apostol, Fonográf és Korni Grupa koncertsorozatára.
1972 és 1976 között az Ifjúsági Otthon volt a szervezője a nyári műsoroknak is, melyeket Walker Party címmel Kollár Ferenc rendezett. A Walker Partyn felléptek Branka Veselinović, a jótékonysági munkájáról is ismert belgrádi színésznő, Mija Aleksić, híres belgrádi humorista, Milovan Ilić-Minimax, neves belgrádi zenei műsorvezető, továbbá a White, a Strangers, a Splendid együttesek. A Walker Party állandó konferansziéja Ruzmann Rudolf volt, a színhely pedig többezres közönséggel a Kisstadion vagy a Szabadság tér volt.
1972 és 1976 között az Ifjúsági Otthon szervezője volt a Dani Punoletstva – Nagykorúsági Napok, Dan Mladosti – Ifjúság Napja, Subotički Filmski Forum – Szabadkai Ifjúsági Film Fórum valamint az Omladina – Ifjúsági Táncdalfesztivál műsoroknak. Öt év alatt csaknem 30 rendezvényre került sor.
A rendezvények nagy sikerű színpadi díszleteit és új stílust megjelenítő plakátjait Makovics Ferenc készítette.
Akkoriban a szabadkai ifjúság köreiben figyelemre méltó egyéniségnek számítottak: Ljubo Đorđević, Terezija Skenderović, Dragan Miljković, Madai Géza, Boško Kovačević, Szám Attila, Pálfy Gábor, Miskolczi József, Blažo Perović, Radoman Božović, Đorđe Konstantinović, Makacs Ernő, Hegedűs Ottmár, Ruzman Rudolf, Németh János, Saša Sedlak, Blaško Kopilović, Fejes Szilveszter, Ladislav Kovačević, Boško Krstić és Terék Mária.

## Megszűnés
Az Ifjúsági Otthon több éves vajúdás után 1983. február 21-én  szűnt meg. Gulka Mirko igazgató nyilatkozatából kitűnt, hogy az Otthon megszűnésének legfőbb oka volt, hogy rossz helyre épült és vezetésére végig nyomást gyakorolt a Mladost egyesület vezetője, Aleksandar Jančikin.

## Képgaléria

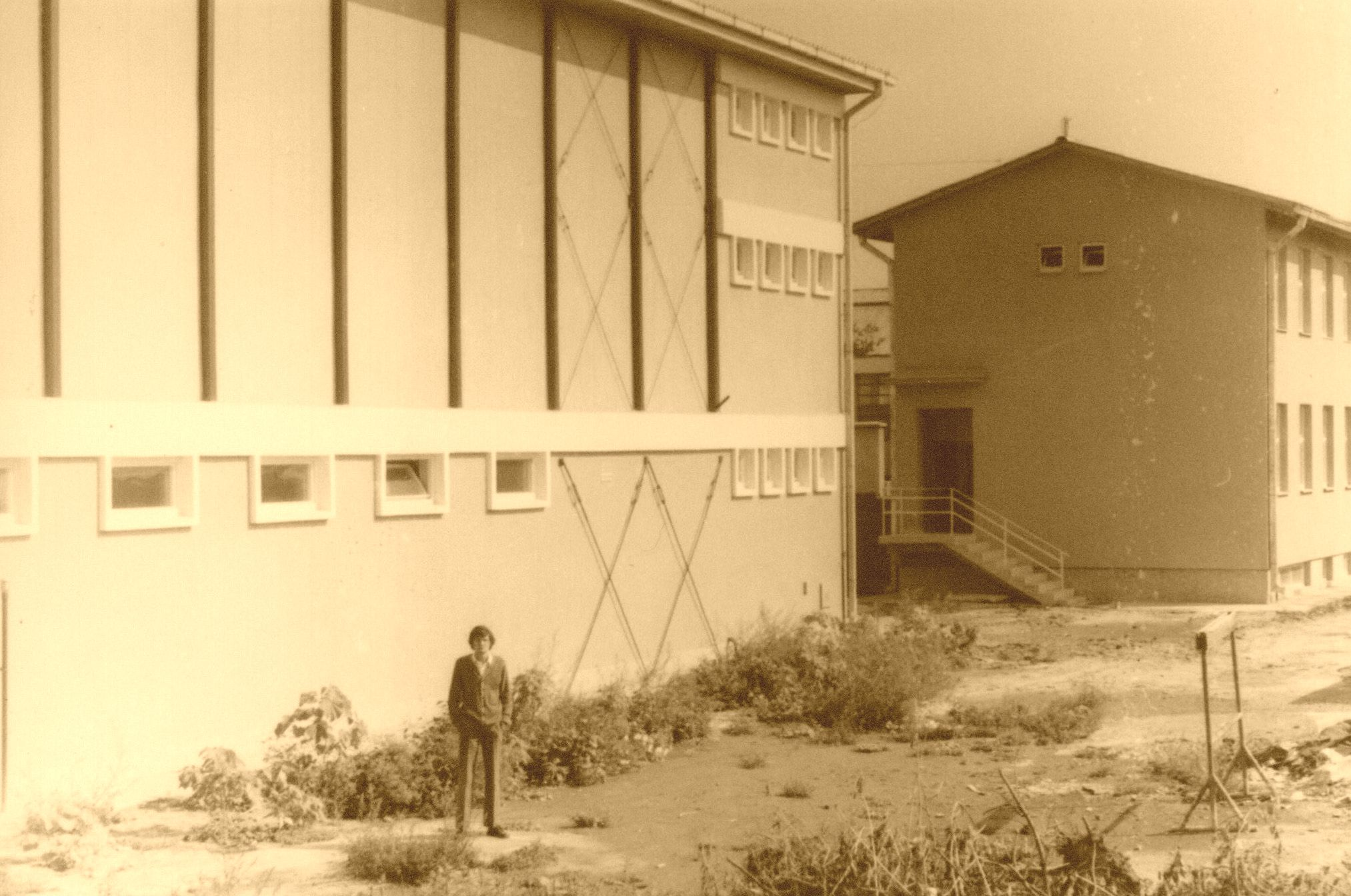
1974 - Kollár Ferenc a felépült Ifjúsági Otthon előtt

## Kapcsolódó oldalak
- Kollár Ferenc
- Szabadkai suszterok
- Chemos
- Jelen
- Klíma- és környezetbarát erőmű
- Kishegyes
- Magyar újságírók
- Magyar feltalálók
- Magyar költők, írók
- Magyar rádiósok, televíziósok

## Interjúk
- https://www.magyarszo.rs/hu/3381/hetvege/165724/Kl%C3%ADma--%C3%A9s-k%C3%B6rnyezetbar%C3%A1t-er%C5%91m%C5%B1.htm
- https://www.youtube.com/watch?v=GSqAkvkH9QQ